# Ignatas Konovalovas
Ignatas Konovalovas, född 8 december 1985 i Panevėžys, är en litauisk professionell cyklist som tävlar för det spanska stallet Movistar Team. Konovalovas, som är tempospecialist, har tidigare cyklat för stallen Crédit Agricole och Cervélo TestTeam.
Konovalovas är fyrfaldig litauisk mästare i tempoloppsdisciplinen som han vann 2006, 2008, 2009 samt 2010.
2009 vann Konovalovas den sista etappen av Giro d'Italia, en 14,4 kilometer lång temposträcka inne i Rom som han cyklade på 18 minuter och 42 sekunder, vilket var en sekund snabbare än britten Bradley Wiggins.

## Meriter
2003
, Europeiska U19-mästerskapens lagförföljelsedisciplin
2005
3:a, Nationsmästerskapens tempolopp
2006
1:a,  Nationsmästerskapens tempolopp
1:a, Ronde de l'Isard d'Ariège (U23)
1:a, etapp 1
2:a, Nationsmästerskapens linjelopp
 Europeiska U23-mästerskapen
2007
1:a, etapp 3, Ronde de l'Isard d'Ariège
, Europeiska U23-mästerskapen
2:a, Nationsmästerskapens linjelopp
2:a, Nationsmästerskapens tempolopp
2008
1:a, etapp 2 Tour de Luxembourg
1:a,  Nationsmästerskapens tempolopp
2009
1:a, Giro del Mendrisiotto
1:a, etapp 21, Giro d'Italia
1:a,  Nationsmästerskapens tempolopp
2010
1:a,  Nationsmästerskapens tempolopp

## Stall
- Crédit Agricole 2008
- Cervélo TestTeam 2009–2010
- Movistar Team 2011–